# Lerbjergaard Teglværk
Lerbjerggaard Teglværk var et af tre teglværker (de andre var Niverød Teglværk og Sølyst Teglværk), der lå side om side i det daværende Niverød Strandmose – et smalt landområde, der hørte under landsbyen Niverøds jorde.
Teglværket anlægges i 1854 af Christopher Christiansen. Det producerer omkring en halv million mursten om året. I 1856 sælges teglværket til D.L. Grandjean, som udvider det. Han køber endvidere naboteglværket, Niverød Teglværk. I 1862 sælges Lerbjerggaard Teglværk dog til proprietær Niels Pedersen, som sælger det videre til C.F. Basse året efter, hvorefter det fusionerer med Niverød Teglværk.
Til langt op i 1900-tallet kendes de to teglværker dog fortsat under navnet "Niverød og Leerbjergaard Teglværker" på brevpapir og officielle lister. De to værker konkurrerer ud over med Sølyst Teglværk endvidere med det nærtliggende Nivaagaards Teglværk i Nivå.
I 1868 opføres en ejerbolig, der stadig eksisterer den dag i dag som privatbolig. De to teglværker får i 1900-tallet tilladelse til at grave efter ler i Øresund bag et dige, der opføres ud mod Øresund. Diget brød desværre sammen under en storm i 1930, hvorved lergraven fyldtes med havvand og blev uanvendelig. Det resterende dige blev i mange år anvendt som badestrand. I dag udgør lergraven Nivå Havn, der blev anlagt i 1980'erne.
Teglværket lukkes i 1958 og rives efterfølgende ned. Grunden er den dag i dag ubebygget.
Til de fire teglværker hørte omfattende smalspor til brug for tippevogne, der fragtede den nyopgravne ler fra lergravene til teglværkerne og videre til Nivå Station. Omladningspladsen, hvor stenene blev omladet til godstog på Kystbanen, ligger lige nord for stationen. Sporene var af hver sin bredde, således at de konkurrerende teglværker ikke kunne benytte sig af hinandens spor.
|  | Denne artikel om en bygning eller et bygningsværk kan blive bedre, hvis der indsættes et (bedre) billede. Du kan hjælpe ved at afsøge Wikimedia Commons for et passende billede eller lægge et op på Wikimedia Commons med en af de tilladte licenser og indsætte det i artiklen. |

|  | Denne artikel kan blive bedre, hvis der indsættes geografiske koordinater Denne artikel omhandler et emne, som har en geografisk lokation. Du kan hjælpe ved at indsætte koordinater i wikidata. |